# Alpinia hulstijnii
Alpinia hulstijnii är en enhjärtbladig växtart som beskrevs av Theodoric Valeton. Alpinia hulstijnii ingår i släktet Alpinia och familjen Zingiberaceae. Inga underarter finns listade i Catalogue of Life.